# Antiotricha vexata
Antiotricha vexata är en fjärilsart som beskrevs av Felder 1874. Antiotricha vexata ingår i släktet Antiotricha och familjen björnspinnare. Inga underarter finns listade i Catalogue of Life.